# Iván Morales Bravo
Iván Andrés Morales Bravo (Longaví, 29 de julio de 1999) es un futbolista chileno que se desempeña como delantero y milita en el Sarmiento de Junín de la Primera División de Argentina.  Ha sido internacional con la selección de fútbol de Chile.

## Trayectoria

### Inicios
Oriundo del sector La Puntilla de Longaví, comenzó su formación en la escuela de Colo-Colo en la ciudad de Linares luego de llegar en febrero de 2013, tras de una prueba masiva de jugadores, a la categoría sub-14 del cuadro albo. Posteriormente, fue pasando por las diferentes categorías inferiores, e inclusive formó parte del plantel sub-17 que participó del torneo juvenil de Gradisca, Italia en 2014. Fue una de las mejores promesas de Colo colo, donde fue uno de los juveniles más jóvenes en convertirse en profesional y donde jugó más de 100 partidos.

### C. S. D. Colo-Colo
Debutó profesionalmente el 21 de agosto de 2016, de la mano del entrenador Pablo Guede, al ingresar a los 62 minutos por Andrés Vilches en el empate 2-2 frente a Huachipato en el Estadio Huachipato-CAP, por la fecha 4 del Torneo de Apertura, con la camiseta número 30 en su espalda.
El 27 de septiembre, en un encuentro frente a Huachipato, válido por la vuelta de los octavos de final de la Copa Chile 2016, marcó su primer gol como profesional y el segundo tanto de aquel compromiso, al capturar un balón en velocidad y, a la entrada del área, levantar la esférica para vencer con un globito al boliviano Carlos Lampe, concretando una gran definición. En dicho partido, ingresó como titular, marcó a los 52' y a los 53' de juego fue reemplazado por Esteban Paredes, bajo los aplausos de la hinchada colocolina, los albos ganaron por 3-1 y 5-2 en el global.
Posteriormente, el 8 de diciembre del mismo año, anotó su primer gol en primera división, a los 44' de juego en el encuentro de la 15° fecha del Apertura 2016 que enfrentó a Palestino y Colo-Colo en el Estadio Ester Roa Rebolledo de Concepción, el cual terminaría con victoria del cuadro albo por 1-2, salió al 64 por Misael Antillen. El 14 de diciembre se jugó la final de la Copa Chile 2016, Colo Colo enfrentaba a Everton en el Estadio Nacional Julio Martínez Pradanos, donde los albos golearían por 4-0 y se consagrarían campeones del torneo luego de 20 años, en aquel partido Morales ingresó al minuto 66' por el lesionado Esteban Paredes (autor de 2 goles), en dicha Copa jugó 2 partidos y anotó 1 gol.
En el Apertura 2016 la joven promesa alba jugó 5 partidos y anotó 1 gol (175' min en cancha).
Su tercer tanto con la camiseta del equipo "Popular" lo anotó el 11 de marzo de 2017, por la jornada 6 del Torneo de Clausura, en la victoria 2-0 de su equipo ante Santiago Wanderers en condición de visitante, tan solo 2 minutos después de haber ingresado al campo de juego, en reemplazo de Andrés Vilches (Que anotó el primer gol de ese mismo partido) al 59' tras un pase de Esteban Paredes para Morales, que aprovechó la débil marca de Pérez para entrar al área y batir a Gabriel Castellón, como dato los albos volvieron a ganar en Valparaíso luego de 7 años.
Su debut en Superclásicos fue el 8 de abril por la jornada nueve del Clausura contra la Universidad de Chile en el Estadio Nacional Julio Martínez ingresando desde el banco al minuto 69' por Luis Pedro Figueroa en el empate 2-2. El 14 de mayo por la decimocuarta fecha del Torneo de Clausura contra Deportes Antofagasta en el Estadio Monumental, ingresaría al minuto 60' por Octavio Rivero un cambio que causaría mucha polémica entre la semana cuando los albos ganaban por 1-0, al minuto 87' tras un córner y mala salida de Salazar, Gonzalo Villagra anotó el 1-1 parcial silenciando el Monumental esto porque Club Social y Deportivo Colo-Colo le cedía el liderato a la "U" a una fecha del final quien sería finalmente la campeona del torneo.
Jugó 6 partidos por el Torneo de Clausura 2017 marcando 1 gol y dando 1 asistencia y estando 189 minutos en el campo de juego.
Tras no ser nominado al primer equipo durante las seis primeras fechas, Moralito debutó en el Torneo de Transición 2017 el 15 de octubre ante Santiago Wanderers por la novena fecha ingresando al entretiempo por Luis Pedro Figueroa, al minuto 80' asiste a Paredes para el 1-0 parcial y al 90+1' de partido el capitán le devuelve la asistencia para que Iván marque el 2-0 final en un trabajado triunfo albo y subiendo a la cima del torneo. En la fecha siguiente volvió a ser protagonista contra Audax Italiano, marcó el 1-0 tras pase de Paredes batiendo a Nicolás Peric, saldría al minuto 81' por Jorge Araya y finalmente su equipo golearía 3-0 logrando alcanzar a Unión Española en la punta con 21 puntos.
El 5 de noviembre, CSD Colo-Colo jugaría un partido clave por el Torneo de Transición contra Unión Española por la fecha 12 del torneo en el Estadio Monumental, los "albos" tenían la misión de vencer a los hispanos para recuperar la punta después de que perdieran por la cuenta mínima ante Deportes Temuco la fecha anterior en polémico partido, al minuto 9' Octavio Rivero abrió la cuenta para los "albos", seis minutos después Claudio Baeza igualó para los "hispanos" por un autogol, al 32' Jaime Valdés anotó de penal para el 2-1 y al 37' el propio Morales asistió a Óscar Opazo para que este corriera un carreron y marcará el 3-1 parcial con el que se irían al descanso, al minuto 63' de partido tras otro contragolpe letal albo y tras un carreron de Rivero, Morales puso el cuarto batiendo a Diego "Mono" Sánchez, dos minutos después Sebastián Jaime anotó el después hispano y al 69' Valdés cerró la goleada marcando el 5-2 de penal, el gran partido de Morales finalizaría al 84' saliendo por Ricardo Álvarez bajo una ovación volviendo a recuperar la punta del torneo siendo líder junto con Unión Española y Universidad de Chile con 24 puntos, poniendo el torneo al rojo vivo a tres fechas del final, en las tres siguientes jornadas ganarían sus tres partidos mientras que la Unión y la "U" cederían terreno, serían campeones en la última fecha venciendo Huachipato por 3-0 en el Estadio Ester Roa Rebolledo con goles de Valdés, Rivero y Orellana, Morales sería suplente en ese partido y no vería acción, como dato serían campeones con 33 puntos, dos más que el sublíder Unión Española.
Jugaría 6 partidos por el Torneo de Transición siendo campeón marcando 3 goles y dando 2 asistencias estando 332' minutos en cancha. Además también ganaría la Supercopa de Chile 2017.

### Cruz Azul
El 23 de enero de 2022, sería reportado el acuerdo entre Blanco y Negro S. A. con el Club Deportivo Cruz Azul de la Primera División de México para la incorporación de Morales al equipo por un periodo de tres años a partir del 2 de febrero, un día después, el jugador confirmaría su traspaso. Pese a tener una cláusula de salida de 5 millones de dólares, el costo de su transferencia sería estimado en únicamente 400 000, su sueldo en cambio se encontraría cercano a los 80 000 dólares mensuales.
El 30 de noviembre de 2023 rescindió su contrato con Club Deportivo Cruz Azul desvinculándose del club y quedando como agente libre.

## Selección nacional
Fue convocado a todas las Selecciones Juveniles desde muy joven, Sub-15, Sub-17, Sub-20 y Sub-23, disputando varios amistosos y torneos internacionales.

### Selección Sub-20
Sus buenas actuaciones durante el segundo semestre de 2016 en el primer equipo de Colo-Colo llamaron la atención de Héctor Robles, entrenador de la selección sub-20, quien lo convocó para el Sudamericano sub-20 de 2017 de Ecuador. Finalmente, Chile sería eliminado en primera ronda tras perder ante Colombia por la cuenta mínima, quedando último en su grupo y penúltimo en toda la competición, solo superando a Perú, siendo esta, además, la peor participación chilena desde el Sudamericano de 1985, realizado en Paraguay.

### Selección Mayor
El 14 de marzo de 2019, Morales sería incluido en la nómina de la selección adulta para los amistosos ante México y Estados Unidos. Morales El 22 de marzo debutaría ante el seleccionado mexicano como titular, jugaría 72 minutos antes de ser reemplazado por Gonzalo Jara cuando el partido se cerraba 3:1 en contra.
También participó en las Eliminatorias Mundiales para Catar 2022. 
El 03/09/2021 fue titular en el partido vs Brasil, donde participó 83 minutos de juego.
El 10/09/2021 fue titular vs Colombia. Luego en el partido por Eliminatorias vs Argentina el día 28/01/2022 ingresó en el complemento.

#### Partidos internacionales
| Partidos internacionales | Partidos internacionales | Partidos internacionales                                       | Partidos internacionales | Partidos internacionales | Partidos internacionales | Partidos internacionales | Partidos internacionales     |
| N.º                      | Fecha                    | Estadio                                                        | Oponente                 | Resultado                | Goles                    | Dorsal                   | Competición                  |
| ------------------------ | ------------------------ | -------------------------------------------------------------- | ------------------------ | ------------------------ | ------------------------ | ------------------------ | ---------------------------- |
| 1                        | 22 de marzo de 2019      | SDCCU Stadium, San Diego, Estados Unidos                       | México                   | 3-1                      |                          | 25                       | Amistoso                     |
| 2                        | 2 de septiembre de 2021  | Estadio Monumental, Santiago, Chile                            | Brasil                   | 0-1                      |                          | 7                        | Clasificatorias a Catar 2022 |
| 3                        | 9 de septiembre de 2021  | Estadio Metropolitano Roberto Meléndez, Barranquilla, Colombia | Colombia                 | 3-1                      |                          | 7                        | Clasificatorias a Catar 2022 |
| 4                        | 9 de diciembre de 2021   | Q2 Stadium, Austin, Estados Unidos                             | México                   | 2-2                      | Anotado                  | 11                       | Amistoso                     |
| 5                        | 12 de diciembre de 2021  | Banc of California Stadium , Los Ángeles, Estados Unidos       | El Salvador              | 0-1                      |                          | 11                       | Amistoso                     |

## Estadísticas

### Clubes
Actualizado al último partido disputado el 1 de marzo de 2025.
| Club                         | Div.          | Temporada     | Liga  | Liga  | Liga   | Copas | Copas | Copas  | Internacional | Internacional | Internacional | Total | Total | Total  | Media goleadora |
| Club                         | Div.          | Temporada     | Part. | Goles | Asist. | Part. | Goles | Asist. | Part.         | Goles         | Asist.        | Part. | Goles | Asist. | Media goleadora |
| ---------------------------- | ------------- | ------------- | ----- | ----- | ------ | ----- | ----- | ------ | ------------- | ------------- | ------------- | ----- | ----- | ------ | --------------- |
| Colo-Colo · Chile            | 1.ª           | 2016-17       | 12    | 2     | 1      | 2     | 1     | ?      | —             | —             | —             | 14    | 3     | 1      | 0.21            |
| Colo-Colo · Chile            | 1.ª           | 2017          | 6     | 3     | 2      | —     | —     | —      | —             | —             | —             | 6     | 3     | 2      | 0.5             |
| Colo-Colo · Chile            | 1.ª           | 2018          | 13    | 3     | 0      | 2     | 0     | 0      | 1             | 0             | 0             | 16    | 3     | 0      | 0.19            |
| Colo-Colo · Chile            | 1.ª           | 2019          | 15    | 1     | 0      | 3     | 1     | 0      | 1             | 0             | 0             | 19    | 2     | 0      | 0.11            |
| Colo-Colo · Chile            | 1.ª           | 2020          | 14    | 1     | 1      | 1     | 1     | 0      | 1             | 0             | 0             | 16    | 2     | 1      | 0.13            |
| Colo-Colo · Chile            | 1.ª           | 2021          | 27    | 11    | 3      | 5     | 5     | 1      | —             | —             | —             | 32    | 16    | 4      | 0.5             |
| Colo-Colo · Chile            | Total club    | Total club    | 87    | 21    | 7      | 13    | 8     | 1      | 3             | 0             | 0             | 103   | 29    | 8      | 0.28            |
| Cruz Azul · México           | 1.ª           | 2022          | 14    | 0     | 1      | —     | —     | —      | 5             | 0             | 1             | 19    | 0     | 2      | 0               |
| Cruz Azul · México           | 1.ª           | 2022-23       | 18    | 2     | 0      | —     | —     | —      | —             | —             | —             | 18    | 2     | 0      | 0.11            |
| Cruz Azul · México           | Total club    | Total club    | 32    | 2     | 1      | 0     | 0     | 0      | 5             | 0             | 1             | 37    | 2     | 2      | 0.05            |
| Sarmiento de Junín Argentina | 1.ª           | 2024          | 22    | 3     | 0      | 8     | 0     | 1      | —             | —             | —             | 30    | 3     | 1      | 0.1             |
| Sarmiento de Junín Argentina | 1.ª           | 2025          | 8     | 1     | 0      | —     | —     | —      | —             | —             | —             | 8     | 1     | 0      | 0.13            |
| Sarmiento de Junín Argentina | Total club    | Total club    | 30    | 4     | 0      | 8     | 0     | 1      | 0             | 0             | 0             | 38    | 4     | 1      | 0.11            |
| Total carrera                | Total carrera | Total carrera | 149   | 27    | 8      | 21    | 8     | 2      | 8             | 0             | 1             | 178   | 35    | 11     | 0.2             |
| 1. 2. 3.                     |               |               |       |       |        |       |       |        |               |               |               |       |       |        |                 |

### Selecciones
Actualizado al último partido disputado el 12 de diciembre de 2021.
| Selección        | Temporada       | Continentales | Continentales | Continentales | Mundiales | Mundiales | Mundiales | Amistosos | Amistosos | Amistosos | Total | Total | Total  | Media goleadora |
| Selección        | Temporada       | Part.         | Goles         | Asist.        | Part.     | Goles     | Asist.    | Part.     | Goles     | Asist.    | Part. | Goles | Asist. | Media goleadora |
| ---------------- | --------------- | ------------- | ------------- | ------------- | --------- | --------- | --------- | --------- | --------- | --------- | ----- | ----- | ------ | --------------- |
| Sub-20 · Chile   | 2017            | 3             | 0             | 0             | —         | —         | —         | —         | —         | —         | 3     | 0     | 0      | 0               |
| Sub-20 · Chile   | 2018            | —             | —             | —             | —         | —         | —         | 2         | 0         | 1         | 2     | 0     | 1      | 0               |
| Sub-20 · Chile   | 2019            | 4             | 1             | 0             | —         | —         | —         | —         | —         | —         | 4     | 1     | 0      | 0.25            |
| Sub-20 · Chile   | Total selección | 7             | 1             | 0             | 0         | 0         | 0         | 2         | 0         | 1         | 9     | 1     | 1      | 0.11            |
| Sub-23 · Chile   | 2019            | —             | —             | —             | —         | —         | —         | 4         | 1         | 1         | 4     | 1     | 1      | 0.25            |
| Sub-23 · Chile   | 2020            | —             | —             | —             | 4         | 1         | 0         | —         | —         | —         | 4     | 1     | 0      | 0.25            |
| Sub-23 · Chile   | Total selección | 0             | 0             | 0             | 4         | 1         | 0         | 4         | 1         | 1         | 8     | 2     | 1      | 0.25            |
| Absoluta · Chile | 2019            | —             | —             | —             | —         | —         | —         | 1         | 0         | 0         | 1     | 0     | 0      | 0               |
| Absoluta · Chile | 2021            | —             | —             | —             | 2         | 0         | 0         | 2         | 1         | 0         | 4     | 1     | 0      | 0.25            |
| Absoluta · Chile | Total selección | 0             | 0             | 0             | 2         | 0         | 0         | 3         | 1         | 0         | 5     | 1     | 0      | 0.2             |
| Total carrera    | Total carrera   | 7             | 1             | 0             | 6         | 1         | 0         | 9         | 2         | 2         | 22    | 4     | 2      | 0.18            |
| 1. 2.            |                 |               |               |               |           |           |           |           |           |           |       |       |        |                 |

## Palmarés

### Títulos nacionales
| Título                  | Club               | País   | Año  |
| ----------------------- | ------------------ | ------ | ---- |
| Copa Chile              | C. S. D. Colo-Colo | Chile  | 2016 |
| Supercopa de Chile      | C. S. D. Colo-Colo | Chile  | 2017 |
| Primera División        | C. S. D. Colo-Colo | Chile  | 2017 |
| Supercopa de Chile      | C. S. D. Colo-Colo | Chile  | 2018 |
| Copa Chile              | C. S. D. Colo-Colo | Chile  | 2019 |
| Copa Chile              | C. S. D. Colo-Colo | Chile  | 2021 |
| Supercopa de la Liga MX | Cruz Azul          | México | 2022 |

### Distinciones individuales
| Distinción                       | Año  |
| -------------------------------- | ---- |
| Máximo Anotador de la Copa Chile | 2021 |